# Рагенольд (граф Мэна)
Рагенольд (Рено; фр. Ragenold, Raino; погиб в 885) — граф д’Эрбо с 852 года, граф Мэна и маркграф Нейстрии с 878 года; возможно, сын графа д’Эрбо Рено.

## Биография
В 852 году Рагенольд участвовал в битве графа Пуатье с норманнами при Бриллаке.
В 861 году король Карл II Лысый создал Нейстрийскую марку, состоящую из двух частей. Правителем Нормандской марки Карл назначил трёх маркграфов: Адаларда (ум. в 870) из дома Жерардидов, а также братьев Удо (ум. после 879) и Беренгера I (ум. в 876/879). Это назначение вызвало недовольство представителей дома Роргонидов, поскольку они считали эту область своей. В результате их интриг Карл в 865 году сместил Адаларда, Удо и Беренгера, передав марку графу Мэна Гозфриду (ум. в 878). После смерти Гозфрида, ввиду малолетства его сыновей, графство Мэн и Нормандскую марку король отдал Рагенольду.
25 июля 885 года норманны ограбили Руан. Рагенольд направился на помощь городу, напал на норманнов, но в бою с ними погиб.
О жене и детях его ничего не известно. После гибели Рагенольда его владения были разделены: Роже из рода Гугонидов стал правителем графства Мэн, а Генрих — Нейстрийской марки.